# 姆雷日尼察河

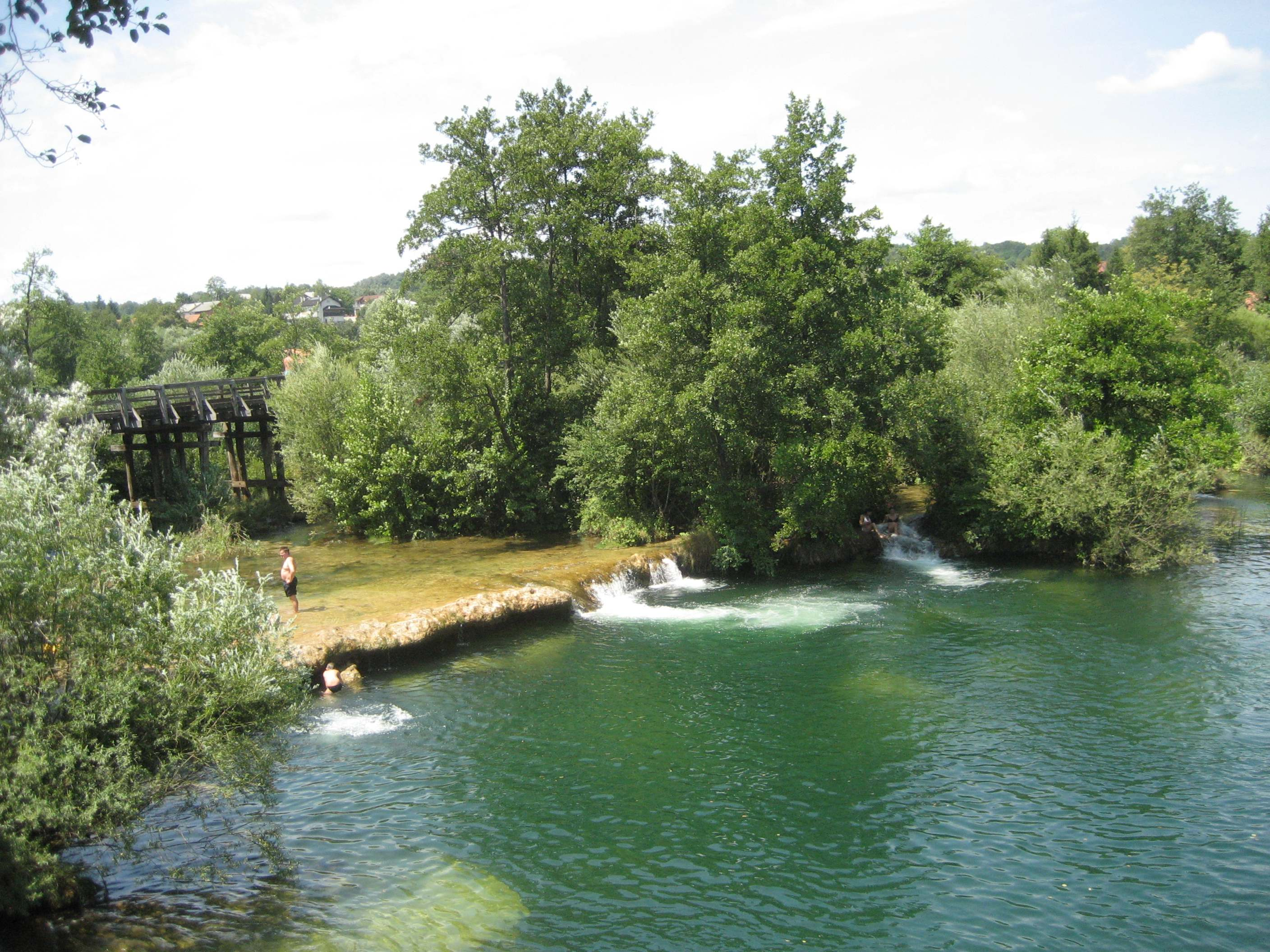

姆雷日尼察河是克羅地亞的河流，河道全長63公里，流域面積64平方公里，發源自斯盧尼附近，河道上有93座瀑布，河畔城鎮有杜加雷薩和卡爾洛瓦茨。
45°05′25″N 15°29′45″E / 45.0902°N 15.4959°E